# نادي قنا
نادي قنا أو نادي قنا الرياضي، هو نادي رياضي مصري (تأسس عام 1925، يقع بمحافظة قنا بمدينة قنا، وهو أحد أقدم الأندية بالصعيد، يلعب في الدوري المصري القسم الثالث.
المجموعة الثانية - سوهاج.